# Богдан Јанковић
Богдан Јанковић (Београд, 1. септембар 1982) je бивши српски хокејаш на леду и репрезентативац Србије.

## Клупска каријера
Каријеру у сениорској конкуренцији започео је у ХК Партизан 2000. године. За сениоре Партизана је наступао до 2009. године, одигравши укупно 131 утакмицу на којима је забележио 130 поена (70 голова и 60 асистенција). Наступајући за Партизан освојио је четири титуле државног првака и такмичио се на три Међународна Континентал купа Европе у хокеју на леду. Затим је 2010. године прешао у ХК Спартак из Суботице и то у сезони када је клуб освојио Куп Србије у хокеју на леду. Следећу сезону је провео наступајући за ХК Тиса Волан из Сегедина, да би се 2012. године вратио у Београд и каријеру наставио као тренер-играч у ХК Витез. За ХК Витез је наступао на 40 утакмица у оквиру првенства Србије у хокеју на леду и постигао је укупно 42 поена (23 гола и 19 асистенција).

## Репрезентација
Репрезентативну каријеру је започео 1999. године на Европском првенству у хокеју на леду за играче до 18 година које је одржано у Бугарској, а на којем је репрезентација тадашње Југославије освојила бронзану медаљу. Наступио је за репрезентацију на Светском првенству за играче до 20 година које је одржано у Београду 2001. године. За сениорску репрезентацију је дебитовао 2004. године на турниру у Норвешком граду Ставангеру, а који је одигран у склопу квалификација за ЗОИ у Торину 2006. године. У својој каријери је одиграо још три сениорска Светска првенства дивизије II у хокеју на леду и то у сезонама 2006-07 у Хрватској, 2007-08 у Румунији и 2008-09 у Новом Саду, освојивши две бронзане и златну медаљу.
У сезони 2012-13 као генерални менаџер јуниорских репрезентација Србије учествовао је на два Светска првенства у хокеју на леду за играче узраста до 18 и до 20 година, а на којима је репрезентација Србије оба пута освојила бронзану медаљу.

## Успеси

### Клупски
- Партизан:
  -  Првенство Србије (4) : 2005/06, 2006/07, 2007/08, 2008/09

### Репрезентативни
- Србија:
  - Светско првенство:  1999. (Дивизија II)
  - Светско првенство:  2008. (Дивизија II)
  - Светско првенство:  2009. (Дивизија II)